# Colima (vulkan)
Colima, eller Volcán de fuego, är en aktiv vulkan på gränsen mellan de mexikanska delstaterna Colima och Jalisco. Den höjer sig 3 860 meter över havet och är väl synlig från stora delar av stillahavskusten från Jalisco till Michoacan. 
Colima är en ung stratovulkan som har haft mer än 40 utbrott sedan början av 1500-talet. De största var 1585, 1606, 1622, 1690, 1818, 1890 och 1903 och det mest våldsamma 1913. Sedan mitten av 1990-talet har vulkanen nästan kontinuerligt varit i utbrott. Det senaste utbrottet, som fortfarande pågår (2019), skedde år 2013.
Vulkanen har en 5 kilometer stor krater som har rasat flera gånger. Det explosiva utbrottet år 1913 förstörde 500 meter av kratern men den har gradvis fyllts upp igen.
Granne med Colima ligger den slocknade Nevado de Colima på 4 320 meter över havet. Båda vulkanerna ligger i nationalparken Parque Nacional del Nevado de Colima.